# Вилађо Санта Марија (Козенца)
Вилађо Санта Марија (итал. Villaggio Santa Maria) је насеље у Италији у округу Козенца, региону Калабрија.
Према процени из 2011. у насељу је живело 2 становника. Насеље се налази на надморској висини од 134 м.